# Calle 8 (Metro de Filadelfia)
Calle 8 es una estación de ferrocarril en el Ramal Broad Ridge, línea PATCO y la línea Market–Frankford del Metro de Filadelfia. La estación se encuentra localizada en 8th Street & Market Street en Filadelfia, Pensilvania. La estación Calle 8 fue inaugurada el 3 de agosto de 1908. La Autoridad de Transporte del Sureste de Pensilvania (por sus siglas en inglés SEPTA) es la encargada por el mantenimiento y administración de la estación.

## Descripción
La estación Calle 8 cuenta con 3 plataformas laterales y 1 plataforma central y 6 vías. 

## Conexiones
La estación es abastecida por las siguientes conexiones: 
- Rutas de autobuses SEPTA: 47, 61